# Računovodstveni informacioni sistem
Računovodstveni informacioni sistem (RIS) je sistem za prikupljanje, skladištenje i obradu finansijskih i računovodstvenih podataka koje koriste donosioci odluka. Računovodstveni informacioni sistem je računarski zasnovan metod koji koristi informacone tehnologije za praćenje računovodstvenih aktivnosti. Krajnje finansijske izveštaje može interno koristiti menadžment, ili eksterno druge interesne strane poput investitora, zajmodavaca i poreskih uprava. Računovodstveni informacioni sistemi su osmišljeni tako da podržavaju sve računovodstvene funkcije i aktivnosti uključujući reviziju, finansijsko računovodstvo i izveštavanje, upravljačko računovodstvo i oporezivanje. Najšire prihvaćeni računovodstveni informacioni sistemi su revizija i modeli finansijskog izveštavanja.

## Istorija
Računovodstvo se tradicionalno zasniva na ručnom unošenju i računanju podataka. Iskustvo i spretnost pojedinačnog računovođe su ključni u računovodstvenim procesima. Međutim, ovakav način rada može biti neefikasan i neefektivan. Računovodstveni informacioni sistemi rešavaju mnoge od prethodno pomenutih problema. Računovodstveni informacioni sistemi mogu da podrže automatizaciju obrade velike količine podataka i blagovremeno proizvedu tačne informacije.
Prvi računovodstveni informacioni sistemi su projektovani za funkcije obračunavanja plata u sedamdesetim godinama dvadesetog veka. U početku su se računovodstveni informacioni sistemi razvijali interno u svakoj kompaniji, jer nisu bili dostupni u vidu gotovih rešenja. Ovakva rešenja su bila skupa za razvijanje i teška za održavanje. Stoga su mnogi računovodstveni praktikanti davali prednost ručnom pristupu u odnosu na računarski. Danas, velike softverske kompanije poput Majkrosofta, Saga Grupe, Esejpija i Orakla prodaju računovodstvene informacione sisteme kao unapred odrađene softverske pakete koji se oblikuju i prilagođavaju kako bi odgovarali poslovnim procesima organizacije. Mala preduzeća često koriste jeftinije računovodstvene softverske pakete poput Telija, Majoba i Kvikbuksa. Velike organizacije se češće odlučuju za sisteme za planiranje resursa, takozvane ERP sisteme. Kako se povećela potreba za povezanošću i integracijom između različitih delova preduzeća, računovodstveni informacioni sistemi su spajani sa većim, centralizovanijim sistemima poznatijim kao ERP sistemi. Organizacije su ranije koristile nezavisne programe za obavljanje različitih poslovnih zadataka, pri čemu su morale da osmišljaju komplikovane interfejse koji bi omogućili međusobnu komunikaciju tih programa. U sisteima za planiranje resursa, sistem poput računovodstvenog informacionog sistema je projektovan kao deo ugrađen u paket aplikacije koja može pored njega obuhvatiti i proizvodnju, lanac snabdevanja, ljudske resurse. Ovi delovi su ugrađeni zajedno i u mogućnosti su da pristupe istim podacima i izvršavaju složene poslovne procese. Danas su računovodstveni informacioni sistemi zasnovani na klaud tehnologiji sve popularniji, kako kod malih i srednjig preduzeća, tako i kod velikih organizacija, uz niže troškove. Usvajanjem računovodstvenih informacionih sistema, mnoga preduzeća su izbacila nerazvijene veštine, transakcione i operativne računovodstvene uloge.

## Primer arhitekture
Računovodstveni informacioni sistem uglavnom prati višenivosku arhitekturu, odvajajući korisnički interfejs, rad aplikacije i upravljanje podacima na različite nivoe, slojeve. Prezentacioni sloj upravlja time kako se informacije prikaziju i kako su viđene od strane pravih korisnika sistema (preko mobilnih urađaja, pretraživača ili aplikacija klijenata). Ceo sistem je potkovan centralizovanom bazom koja skladišti veliki broj podataka. Ovo može da uključi sve transakcione podatke preuzete od glavnih poslovnih procese (kupovina, zalihe, računovodstvo) ili statičke, glavne podatke označene prilikom obrade podataka (arihve naloga zaposlenih i klijenata i konfiguraciona podešavanja). Kako se transakcije dešavaju, podaci se prikupljaju od poslovlih procesa i skladište u bazu sistema odakle mogu da se povuku i prerade u informacije koje mogu biti od koristi prilikom donošenja odluka. Aplikacioni sloj povlači neobrađene podatke iz sloja baze podataka, obrađuje ih u skladu sa ustanovljenom poslovnom logikom i prosleđuje ih prezentacionom sloju kako bi se prikazali korisnicima. Na primer, neka se uzme u obzir odeljenje za odnose sa dobavljačima prilikom obrade fakture. Uz pomoć računovodstvenog informacionog sistema, pripravnik dobavljača unosi u sistem fakturu dobijenu od prodavca gde se ona kasnije skladišti u bazu podataka. Kada se proizvodi dobiju od prodavca, kreira se račun koji se ponovo unosi u bazu podataka računovodstvenog informacionog sistema. Pre nego što odeljenje za odnose sa dobavljačima plati prodavcu, aplikacija sistema sprovodi trostruko povezivanje gde se automatski povezuje iznos na fakturi sa iznosom na računu i prvobitnoj narudžbini. Kada se povezivanje završi, menadžeru dobavljača se šalje imejl na odobrenje. Odavde se može kreirati vaučer i prodavcu se odmah može isplatiti odgovarajući iznos.

## Prednosti i implikacije
Velika prednost računovodstvenih informacionih sistema zasnovanih na kompjuterima je da oni automatizuju i unapređuju pravljenje finansijskih izveštaja, razvijaju napredno modelovanje i podržavaju rudarenje podataka. Izveštavanje je značajan alat za organizaciju u pogledu preciznog sagledavanja blagovremenih informacija koje se koriste za odlučivanje i finansijsko izveštavanje. Računovodstveni informacioni sistem vuče podatke iz centralizovane baze podataka, obrađuje ih i transformiše i pre svega generiše pregled tih podataka kao informacija koje se sad mogu iskoristiti i analizirati od strane poslovnih analitičara, menadžera i drugih donosioca odluka. Ovi sistemi moraju osigurati da će izveštaji biti blagovremeni da ne bi došlo do toga da donosioci odluka deluju na osnovu zastarelih i nevažnih informacija, već da omoguće brzo i efektivno delovanje na osnovu rezultata izveštaja. Integracija je jedan od glavnih obeležja izveštavanja zbog toga što nema potrebe za pregledanjem velikog broja transakcija. Na primer, na kraju meseca, finansijski računovodja integriše sve plaćene vaučere tako što će pokrenuti izveštaj u sistemu. Sistemski aplikacioni sloj obezbedjuje izveštaj koji sadrži ukupnu plaćenu vrednost prodavcima tog meseca. Za velike korporacije koje generišu veliku količinu podataka u vezi sa transakcijama, pokretanje izveštaja sa čak i RIS-om može potrajati danima, ili čak nedeljama.
Nakon talasa korporativnih skandala od strane velikih kompanija kao što su Tajko Internešnal, Enron i VorldKom, značajan akcenat se stavlja na stimulisanje kompanija da uvedu jaku internu kontrolu u svoje transkacione sisteme. Ovo je pretvoreno u zakon koji sadrži pasus podržan Sarbanes Oksli aktom 2002 godine koja je zahtevala da kompanije moraju da generišu izveštaje o internoj kontroli koje navode osobu odgovornu za strukturu interne kontrole organizacije i opisuju celokupnu efektivnost ovih kontrola. Pošto je većina ovih skandala ukorenjena u kompanijskim računovodstvenim praksama, veći deo Sarbanes Okslija se fokusira na računovodstvene informacionie sistemime zasnovane na komjuterima. Prodavci RIS-a danas promovišu njihovo uspešno upravljanje rizikom kao i bezbednost samih poslovnih procesa i organizacionih resursa (uključujući i podatke).

## Sprovođenje
Mnoga mala i srednja preduzeća poslednjih godina usvajaju troškovno efektivan računovodstveni informacioni sistem, koji se temelji na klaud tehnologiji.
Osvrćući se na prethodne godine, mnoge organizacije, uključujući i one velike, unajmljuju spoljne konsultante, kako od izdavača softvera, tako i konsultante koji razumeju organizaciju i koji rade na tome da pomognu pri odabiru i sprovođenju savršenog rasporeda, uzimajući u obzir sve delove.
Koraci pri sprovođenju računovodstvenog informacionog sistema su sledeći:
Detaljna analiza zahteva
u kojem se ispituju svi pojedinci koji su deo sistema. Sistem koji se trenutno koristi je potpuno shvaćen, uključujući i probleme, a celokupna dokumentacija sistema se prikuplja- transakcije, izveštaji, kao i pitanja na koja treba odgovoriti. Potrebe korisnika koje nisu u trenutnom sistemu se naglašavaju i dokumentuju. U korisnike ubrajamo sve, od vrhovnog menadžmenta do unosa podataka. Analiza potreba ne samo da obezbeđuje autoru informacije o posebnim potrebama, već i pomaže korisnicima da prihvate promenu. Korisnici koji imaju priliku da postavljaju pitanja i obezbede ulazne informacije su mnogo otvoreniji prema promeni i lakše je prihvataju nego oni koji posmatraju sa strane i ne izražavaju svoju zabrinutost.
Dizajn sistema (sinteza)
Nakon temeljnog pregleda analize, kreiran je novi sistem. Sistem koji okružuje sâm sistem je najčešće i najvažniji. Koje podatke treba da ubacimo u sistem i kako će to biti odrađeno? Koje informacije očekujemo kao izlaz iz sistema i kako da budu formatirane? Ukoliko nam je poznato šta treba da izađe iz sistema, znamo šta treba da ubacimo u sistem. Program koji izaberemo treba da upravlja obradom na odgovarajući način. Sistem je projektovan sa kontrolnim podacima, uzorkom osnovnih zapisa, i sposobnošću da izvodi procese utemeljene na testiranju. Sistem je dizajniran tako da uključuje prikladnu unutrašnju kontrolu, i obezbeđuje menadžmentu informacije koje su potrebne za donošenje odluka. Cilj računovodstvenog informacionog sistema je da obezbedi relevantne, značajne, pouzdane, korisne i trenutne informacije. Kako bi postigao ovo, sistem je dizajniran tako da se transakcije unose pri njihovom nastanku (ručno ili elektronski) i da su informacije odmah dostupne menadžerima onlajn.
Jednom kad je sistem dizajniran, kreira se zahtev za ponudu sa detaljnim opisom zahteva i osnovnim dizajnom. Od dobavljača se zahteva da odgovore na zahteve, da obezbede prikazivanje proizvoda i da odgovore na određene potrebe organizacije. U najboljem slučaju, dobavljač će uneti kontrolne podatke, uzorak osnovnih zapisa i prikazaće kako se transakcije obrađuju što dovodi do informacija koje su potrebne menadžerima za donošenje odluka. Zahtev za ponudu za infrastrukturu informacione tehnologije sledi iz izbora softverskih proizvoda, jer softverski proizvodi uopšteno imaju posebne zahteve za infrastrukturu. Ponekad, isti prodavac bira i softver i infrastrukturu. U suprotnom, organizacija mora da se osigura da će prodavci raditi zajedno, bez „upiranja prstom” kada se javi problem sa infrastrukturom ili sa softverom.
Dokumentacija
Kako je sistem oblikovan, tako je i dokumentovan. Dokumentacija uključuje prodavčevu dokumentaciju sistema i, još bitnije, procedure ili detaljna uputstva koja pomažu korisnicima da se snađu sa svakom obradom koja je jedinstvena za organizaciju. Većina dokumenata i procedura je onlajn, i od velike je pomoći ukoliko organizacija doda uputstva za rad od prodavca softvera. Dokumentacija i procedure imaju tendenciju da budu poslednja misao, ali su polisa osiguranja i alat koji se koristi tokom ispitivanja i obuke- pre pokretanja. Dokumentacija je ispitana tokom obuke, tako da kada se sistem pokrene, ne dovodi se u pitanje da li radi i da li korisnici prihvataju promenu.
Ispitivanje
Pre pokretanja, svi procesi su ispitani od ulaza do izlaza, koristeći dokumentaciju kao alat kojim se osigurava da su sve obrade detaljno dokumentovane i da korisnici mogu sa lakoćom da prate procedure. Oni znaju da radi i da će se procedure doslovno pratiti. Izveštaji su pregledani i odobreni, tako da neće biti lošeg rezultata zbog lošeg ulaza. Ovo se radi u sistemu testiranja, koji nije potpuno obezbeđen aktuelnim podacima. Nažalost, većina organizacija lansira sistem pre temeljnog testiranja, izazivajući frustracije kod krajnjih korisnika kada sistem ne radi. Dokumentacija i procedure mogu biti izmenjeni tokom ove obrade. Moraju se testirati sve transakcije koje su prepoznate tokom ovog koraka. Svi izveštaji i onlajn informacije moraju da biti odobrene i praćene kroz reviziju, tako da se menadžment uveri da će se transakcijama upravljati dosledno i da se mogu osloniti na informacije prilikom donošenja odluka.
Obučavanje
Pre lansiranja, svi korisnici treba da budu obučeni kroz procedure. To podrazumeva da trener, koristeći procedure, pokaže svakom krajnjem korisniku kako da rukuje procedurama. Procedure često treba dopuniti tokom obuke, kako korisnici objašnjavaju svoje posebne okolnosti, a i dizajn se prilagođava ovim dodatnim informacijama. Krajnji korisnici zatim izvode proceduru sa trenerom i dokumentacijom. Zatim prolaze proceduru samo sa dokumentacijom. Krajnji korisnik je tada sâm sa podrškom, lično ili putem telefona, trenera ili neke druge osobe za podršku. Ovo je korak pre prevođenja podataka.
Konverzija podataka
Alati su razvijeni da konvertuju podatke iz sadašnjeg sistema (koji je zabeležen u analizi zahteva) u novi sistem. Podaci se prenose iz jednog sistema u drugi i datoteke sa podacima se kreiraju da rade sa alatima koji su razvijeni. Konverzija se temeljno testira i odobrava pre konačne konverzije. Postoji i rezerva tako da može biti ponovo pokrenuto, ako je neophodno.
Lansiranje
Sistem se sprovodi samo ukoliko je sve gorenavedeno ispunjeno. Cela organizacija je obaveštena o datumu lansiranja. U najboljem slučaju, trenutni sistem je zadržan i često se koristi istovremeno, dok novi sistem ne preuzme sve aktivnosti i dok ne počne da radi zadovoljavajuće. Trenutnim softverom, koji se većinski koristi na tržištu, koji koriste hiljade kompanija i koji dokazano radi, istovremeni rad koji je obavezan kada pričamo o softveru krojenom za kompaniju, generalno nije izvršen. Kako god, ovo je jedino ostvarivo ukoliko se gorenaveden proces prati, sistem se temeljno dokumentuje i ispituje, a korisnici se obučavaju pre lansiranja.
Alati
Onlajn izvori su dostupni da pomognu pri strategijskom planiranju računovodstvenog informacionog sistema. Informacioni sistemi i finansijske forme pomažu pri određivanju jedinstvenih potreba organizacije, kao i pri dodeli odgovornosti za uključene principe.
Podrška
Krajnji korisnici i menadžeri mogu da računaju na uvek dostupnu podršku. Nadogradnju sistema prate slični procesi i svi korisnici se temeljno obaveštavaju o promenama, nadograđenim u cilju efikasnosti, a zatim i obučavaju.
Mnoge organizacije biraju da ograniče vreme i novac koji troše na analizu, dizajn, dokumentaciju i obuku, i odmah pređu na odabir i sprovođenje softvera. Ukoliko je detaljna analiza zahteva izvedena za prikladno vreme, sprovođenje i podrška će biti minimalna.
Organizacije koje preskoče ove korake kako bi osigurali da sistem ispunjava njihove potrebe, često dobijaju frustrirane korisnike, skupu podršku i podatke koji nisu trenutni ili tačni. Što je najgore od svega, ove organizacije postavljaju sistem tri puta umesto samo jednom.

## Karijera
Mnogi RIS profesionalci rade za konsultantske kuće, velike korporacije, osiguravajuće kuće, finansijske firme, vladine agencije i državne računovodstvene firme, kao i za druge tipove kompanija. Sa tehnološkim napretkom, tradicionalne računovodstvene prakse će se menjati ka računovodstvenim informacionim sistemima. Računovodstveni i IT organi rade na novim pravcima računovodstvenih programa i industrijskih praksi. Revizori sistema su bili jedni od prvih izbora tokom prošle dve decenije, oni sagledavaju kontrole, obrađivanje podataka, integritet podataka, opšte funkcionisanje, održavanje, sigurnost i druge aspekte svih tipova informacionih sistema koji se koriste u poslovanju. Mnoge kompanije će se suočiti sa traženjem odgovarajućeg softvera za kompaniju ili održavanjem softvera za kompaniju. Osoba zainteresovana za ovu karijeru, ima izbor obavljanja posla u odeljenju za finansije, finansijski orijentisanoj kompaniji ili kompaniji orijentisanoj na programiranje koja se specijalizuje u RIS. Neke pozicije u ovoj sferi posla uključuju finansijske menadžere, finansijske ispitivače i direktore finansija. Zanimanja kao što su ispitivač kompjuterskih sistema, menadžer kompjuterskih informacionih sistema, softverski inženjer ili programer specijalizovan za finansijske softvere.
Ako se radi sa kompanijom orijentisanom na finansije, obaveze se mogu kretati sve od ispitivanja RIS-a u cilju osiguravanja integriteta podataka do rukovođenja celokupnim RIS-om. U kompaniji orijentisanoj ka programiranju, fokus može biti usmeren ka razvoju novog softvera u RIS-u ili ispravci grešaka u RIS-u. U oba slučaja postoji opcija konsaltinga, koji zahteva posećivanje različitih kompanija u cilju obezbeđivanja analize i saveta koji se tiču kompanijskog RIS-a.
Postoje industrijske asocijacije koje obezbeđuju sertifikate koji su vezani za RIS oblasti koji uključuju SRIS (sertifikovani revizor informacionih Sistema), SSPIS (sertifikovani sigurnosni profesionalac informacionih Sistema), SIR (sertifikovani interni revizor), AFI (akreditovani finansijski ispitivač), SIP (sertifikovani ispitivač prevara), SPIS (sertifikovani profesionalac informacionih sistema).